# Sulla cresta dell'ombra (album The Bastard Sons of Dioniso)
Sulla cresta dell'ombra è il sesto album in studio del gruppo musicale rock italiano The Bastard Sons of Dioniso, pubblicato il 22 gennaio 2016.
L'album è una raccolta di dodici tracce suonate in acustico di cui nove già pubblicate in precedenza e riarrangiate in versione acustica con la partecipazione dei GnuQuartet, a cui si aggiungono i due inediti Sulla cresta dell'ombra e Vorrei un déjà-vu e una cover di Suite: Judy Blue Eyes di Crosby, Stills & Nash.

## Tracce
Testi e musiche di Jacopo Broseghini, Federico Sassudelli, Michele Vicentini, eccetto dove indicato.
1. Io non compro più speranza – 3:30 (Marchetto Cara)
2. Sulla cresta dell'ombra – 3:35
3. Trincea – 3:14
4. L'amor carnale – 3:38
5. Ti sei fatto un'idea di me – 3:16 (Bugo)
6. Versa la mia testa – 2:24
7. Suite Jude Blue Eyes – 7:38 (Stephen Stills)
8. Samurai – 3:14
9. Precipito – 3:17
10. Rumore nero – 4:06
11. Vorrei un déjà-vu – 3:59
12. Sangue stasera – 3:56

Durata totale: 45:47

## Formazione

### Gruppo
- Michele Vicentini – chitarra, voce
- Jacopo Broseghini – chitarra, basso, voce
- Federico Sassudelli – chitarra, batteria, voce

### Altri musicisti
- GnuQuartet – archi[3]
- Alberto Marsico – organo Hammond[3]